# Anni 670 a.C.
Gli anni 670 a.C. sono il decennio che comprende gli anni dal 679 a.C. al 670 a.C. inclusi.

## Nati
- Teispe di Ansan, re († 640 a.C.)670 a.C.
- Argantonio, sovrano († 550 a.C.)

## Morti
- Mezio Fufezio, re latino
- Numa Pompilio, re romano (n. 754 a.C.)672 a.C.
- Nekaub, sovrano egizio